# Улица Гетмана Мазепы (Ровно)
Улица Гетмана Мазепы (укр. Вулиця Гетьмана Мазепи) — одна из древних улиц города Ровно. Названа в честь гетмана Украины Ивана Степановича Мазепы. Пролегает от улицы Шевченко до улицы Симона Петлюры. Протяженность улицы 0,29 км. Улица проходит по территории жилого массива. До переименования в 1991 году улица носила название «улица Комсомольская».

## История
Улица возникла в ХVІІІ столетии и носила название «улица Немецкая». Название происходит предположительно от проживавших на ней немцев-фабрикантов. В августе 1912 года улица была переименована в Бородинскую в честь победы русских войск над Наполеоном. Между 1914 и 1920 годами улица имела название — Французская, а в 30-х года её назвали в честь польского и французского маршала Фердинанда Фоша — Улица Маршала Фоша. Во время немецкой оккупации улица носила название «улица Гетмана Мазепы». В послевоенное время и до 1991 года улица называлась Комсомольской. После провозглашения независимости Украины она вновь стала улицей Гетмана Мазепы.